# Biblioteca de la Universidad de Peradeniya
La Biblioteca de la Universidad de Peradeniya es una red de bibliotecas administrada centralmente en la Universidad de Peradeniya, en el país asiático de Sri Lanka. Es considerada como la más antigua de las bibliotecas universitarias en Sri Lanka y una de las mayores bibliotecas de Sri Lanka en la actualidad. 
Fue fundada como la Biblioteca de la Universidad College en 1921. Con la fusión de la Escuela Universitaria de Ceilán y el Colegio médico de Ceilán en 1942 para formar la primera universidad de Sri Lanka, la Universidad de Ceilán, la biblioteca se convirtió en parte de ese espacio. La Biblioteca sería trasladada a Peradeniya solo hasta 1952.